# Hồ Ngọc Đại
Hồ Ngọc Đại (sinh ngày 3 tháng 4 năm 1936) là một Giáo sư về khoa học giáo dục được đào tạo tại Liên Xô lâu năm người Việt Nam. Ông là con rể của cố Tổng Bí thư Lê Duẩn.
Năm 1968 ông theo học ngành Tâm lý học tại Liên Xô, Trường ĐHTH Moskva mang tên Lomonosov. Năm 1976 hoàn thành luận văn Tiến sĩ Khoa học về Những vấn đề tâm lý trong giảng dạy Toán học cho học sinh cấp 1. Năm 1978, ông sáng lập ra Trung tâm Công nghệ Giáo dục (CGD) để tiến hành thực nghiệm công nghệ giáo dục, công nghệ phát triển con người (cả về lý thuyết lẫn thực tiễn).
Trong năm 2013, Bộ GD&ĐT có quyết định cho phép cuốn Tiếng Việt 1 của ông được áp dụng đại trà. Đến năm 2019, chính Bộ này quyết định kết thúc thử nghiệm công nghệ giáo dục này của ông.

## Sự nghiệp
Cần có một nền Giáo dục mới. Một nền Giáo dục buộc phải mới tận nguyên lý của nó. Một nền Giáo dục tất yếu phải trở thành sự cứu nguy cho dân tộc, nơi trẻ em là những Anh hùng Thời đại. Và một nền Giáo dục không bị thần bí hóa bằng lời hô hào "sáng tạo" suông. Mà là một nền Giáo dục công nghệ hóa, có thể triển khai theo cái mẫu được các nhà khoa học tạo ra bằng thực nghiệm.
Ông cũng là người ủng hộ thông tư 30 của Bộ GD & ĐT trong việc bỏ chấm điểm ở cấp độ Tiểu học. Ông khẳng định, bỏ chấm điểm cho bậc tiểu học là một chủ trương đúng. “Tôi hoàn toàn hoan nghênh chủ trương này. Bởi không chấm điểm thường xuyên mà trẻ con vẫn ham học, vẫn thích học chứng tỏ nội dung, phương pháp này đúng. Còn thực thi thế nào, hiệu quả ra sao thì phải đợi thời gian”. Từ lâu chúng ta quen với tư duy giáo dục cũ, lấy điểm số là chuẩn mực đánh giá học sinh, cho đến nay đã bộc lộ nhiều bất cập. Dưới góc nhìn của người nhiều năm dành nghiên cứu giáo dục tiểu học, GS Đại cho rằng, đó là phương pháp đánh giá bên ngoài sự việc và gây ra một loạt tiêu cực như: chạy theo thành tích, học không thực chất, chạy điểm, giả dối.
- Năm 2009 ông được trao Giải thưởng Phan Châu Trinh

### Các bài báo quốc tế
Хо Нгок Дай. О возможности усвоения младшими школьниками алгебраической операции. - Вопросы психологии, 1971, № 1. [Kho-Ngok-Dai. On the possibility of assimilating algebraic operations by junior school children. Voprosy Psychologii, 1972, 1, 85-99.]
Хо Нгок Дай. Психологические вопросы построения курса математики в начальной школе. - Вопросы психологии, 1976, № 6.

### Luận văn tiến sĩ
Хо Нгок Дай. Психологические условия формирования алгебраических понятий у младших школьников: Автореф. дис. канд. псих. наук. М., 1972.

### Luận văn Tiến sĩ Khoa học
Хо Нгок Дай. Психологические проблемы преподавания современной математики в начальных классах школы: Автореф. дис.докт. психол. наук. М,1976.

### Sách xuất bản trong nước
- 1983 Tâm lý học dạy học, Nhà xuất bản Giáo dục.
- 1985 Bài học là gì?, Nhà xuất bản Giáo dục.
- 1991 Giải pháp giáo dục, Nhà xuất bản Giáo dục.
- 1991 Chuyện ấy, Nhà xuất bản Hà Nội.
- 1994 CGD Công nghệ Giáo dục, Nhà xuất bản Giáo dục, tập 1
- 1995 CGD Công nghệ Giáo dục, Nhà xuất bản Giáo dục, tập 2
- 2000 Hồ Ngọc Đại - Bài báo, Nhà xuất bản Lao động.
- 2003 CÁI và CÁCH, Nhà xuất bản Đại học Sư phạm.
- 2006 Giải pháp phát triển giáo dục, Nhà xuất bản Giáo dục
- 2009 Giáo dục Tiểu học đầu thế kỉ XXI, Nhà xuất bản Đại học Sư phạm
- 2009 Nghiệp vụ Sư phạm, Nhà xuất bản Đại học Sư phạm

## Bộ sách giáo khoa lớp 1 ‒ Công nghệ giáo dục
Theo lời kể của Hồ Ngọc Đại, ông được cử sang học Liên Xô đợt 1968, ở Liên Xô ông được hướng dẫn bởi 2 người thầy là Vasily Davydov và D.B. Elkonin (người được biết tới với phương pháp Hộp Elkonin). Hai thầy giáo của Hồ Ngọc Đại lúc đó đang điều hành một trường thực nghiệm tên là Trường thực nghiệm 91. Theo lời giáo sư Đại thì trường thực nghiệm 91 được:Nhà nước trao quyền tự chủ về quản lý nên chương trình dạy và học cũng độc lập hoàn toàn với chương trình hiện hành của Liên bang Xô viết và nếu ban giám hiệu trường đề xuất vấn đề gì, yêu cầu gì cũng được các cấp quản lý đáp ứng, đó là vào thời điểm những năm 1960.
Sau khi từ Liên Xô trở về, giáo sư Đại đã mang theo luận văn của ông mang tên “Quy trình kỹ thuật hình thành khái niệm khoa học”, ban đầu ông đặt tên là Công nghệ giáo dục, nhưng thầy ông là Vasily Davydov khuyên nên dùng tên dễ nghe hơn, nên ông đổi thành Quy trình kỹ thuật, sau ông lại đổi thành Công nghệ giáo dục.
Vào ngày 16 tháng 1 năm 2019, sau 40 năm áp dụng giảng dạy ở nhiều nơi, sách Tiếng Việt 1 công nghệ giáo dục của Hồ Ngọc Đại bị hội đồng quốc gia thẩm định sách giáo khoa loại từ vòng đầu tiên. Sách Tiếng Việt 1 công nghệ giáo dục bị 15/15 thành viên hội đồng xếp loại “không đạt” với gần 300 nội dung, chi tiết cần sửa, cần bỏ mà phần lớn bị đánh giá là “vượt chương trình” hay “quá khó với học sinh lớp 1”.

## Đánh giá
- Cách đánh vần của ông Hồ Ngọc Đại đề xuất bắt học sinh tiểu học, người dạy và cả phụ huynh phải đối mặt với những khái niệm ngữ âm học, âm vị học tiếng Việt xa lạ và khó hiểu.[4]
- Hiện nay từ đào tạo mẫu giáo đến đào tạo tiến sĩ phương pháp dạy đều giống nhau. Cách làm này sẽ thủ tiêu sức sống cá nhân. Cứ học dồn, cứ nghĩ rằng làm trước là xong mà không thấy chất lượng cuộc sống của mỗi giai đoạn một khác... Bản thân tôi cả một đời dạy học. Với tôi, "trẻ em là cứu tinh của dân tộc".[5]
- Nói như Giáo sư Hồ Ngọc Đại, ông hạnh phúc nhất khi học trò trường thực nghiệm được trang bị một "đầu óc vũ trang" chứ không phải "đầu óc chất đầy"..
- Hồ Ngọc Đại đã đem cả cuộc đời và học vấn tiến sĩ để "đánh cược" với nền giáo dục truyền thống hiện tại.[6]
- Hồ Ngọc Đại được biết đến như một nhà giáo dục cấp tiến có nhiều công trình cải cách giáo dục mà điển hình là hệ thống trường thực nghiệm do ông chủ trương trong nhiều năm qua.[7]
- Con trai Hồ Ngọc Đại đánh giá ông ngoại giao kém, rất cố chấp trước búa rìu dư luận và không đồng ý với việc nhiều người nghi ngờ ông Hồ Ngọc Đại là tình báo của Trung Quốc.[8]
- Có mặt trong danh sách những người đã ký trong "Kiến nghị về sửa đổi Hiến pháp 1992" phổ biến vào ngày 19 tháng 01 năm 2013 tại Hà Nội[9]

- Ông đã phê bình thẳng thắn căn bệnh của giáo dục không chút xót thương, trong cuộc trả lời phỏng vấn báo VietNamNet về chủ đề "những khoản đóng góp đầy bức xúc ở trường công". Lược trích những phát biểu của ông:
- "...Ngày xưa học để làm quan, học để làm giàu, bây giờ học để sống bình thường. Học để sống bình thường cao cả hơn làm quan, và đó là điều vĩ đại."
- "...Trẻ con tinh lắm. Nó sẽ nhận ra tư cách của người thầy giáo."
- "Một nền giáo dục biến học sinh thành con tin."
- "Là người bao giờ cũng vì lợi ích học sinh. Lẽ sống của người thầy là học sinh. Sự sống, sức sống của thầy là học sinh" (Trả lời của ông khi được hỏi Người thầy giáo lý tưởng hiện nay là người thế nào?).
- "Phải thay đổi lại cơ bản nền giáo dục, cả nội dung, phương pháp, tổ chức."
- "Thế kỷ XXI, Một thế hệ chưa từng có trong lịch sử phải có một hệ thống giáo dục chưa từng có trong lịch sử! Phải đổi mới giáo dục! Bỏ chấm điểm để các cháu phát huy thế mạnh, năng khiếu [...], nó yếu cái nọ nhưng nó mạnh cái kia." (Phát biểu trên Đài truyền hình quốc gia ngày  05 tháng 02 năm 2017) [11]

## Gia đình
Vợ ông là bà Lê Tuyết Hồng, con gái thứ ba của Ông Lê Duẩn - tổng bí thư Đảng cộng sản Việt Nam. Con trai ông là Hồ Thanh Bình.